# Alfredo Betancourt
Álvaro Alfredo Betancourt Blanco (Atiquizaya, El Salvador, 26 de octubre de 1914 - Moraira, España, 30 de agosto de 2013) fue un escritor salvadoreño.

## Biografía
Después de realizar los estudios primarios en su localidad, cuando tenía 14 años, Alfredo fue a estudiar al prestigioso colegio de La Escuela Normal en San Salvador. Estudió durante seis años y fue titulado como profesor de instrucción primaria, en noviembre de 1934.
Alfredo volvió a casa y dio clases en diferentes colegios privados hasta 1948. Durante este tiempo, desarrolló su amor por la literatura y la filosofía, y comenzó su carrera literaria cuando se convirtió en editor fundador de la prestigiosa revista de asuntos culturales, "Simiente".
En enero de 1949, Alfredo fue nombrado Director de la Escuela Normal Alberto Masferrer en San Salvador, un puesto que ocuparía hasta finales de 1956. Algunos artículos se editaron en "Ateneo", la revista de la asociación cultural de ese nombre, y "22 de junio", una revista dedicada a la teoría y práctica de la educación, y "Masferrer" que también cubrió temas educativos.
En 1952, en reconocimiento por su contribución en su ciudad natal, Alfredo fue nominado como diputado por el Departamento de Ahuachapán, y sirvió en el gobierno del Presidente Óscar Osorio. Como destacado educador, en 1956 fue nombrado "Jefe de la Seccion Tecnica y Planificacion del Ministerio de Cultura", cargo ministerial que abarca la cultura en El Salvador, cargo que ocupó hasta el colapso del gobierno de José María Lemus en 1960.
En 1970 Alfredo fue elegido para ser miembro de la Real Academia de la Lengua Española. En 1972 se convirtió en miembro de la Academia representado a El Salvador para la redacción en 1976 del Diccionario de la Lengua Española.
El 4 de diciembre de 2008, Alfredo recibió el más alto honor que su lugar de nacimiento de Atiquizaya podía otorgarle. Fue nombrado "Hijo Meritísimo", y la calle 3a Oriente y Poniente -ubicación de su hogar ancestral y donde nació- pasó a llamarse oficialmente "Calle Alfredo Betancourt". Alfredo enviudó en julio de 2008. Tuvo cuatro hijos. Se retiró a vivir en la costa mediterránea en España, donde murió el 30 de agosto de 2013..

## Obras
Cuentas
- "La Potranca"

Filosofía
- "Ser Interior"
- "Gotas Morales"
- "Que es el Hombre?"

Crítica literaria
- "Dona Barbara" titulado  Dona Barbara y Don Juan Frente al Espejo de la Conducta Sexual

Libros de viajes
- El Arte Colonial Quiteno
- Son Veinte Juicios sobre Grandes Hombres colección de pensamientos de famosos